# Eichstätt

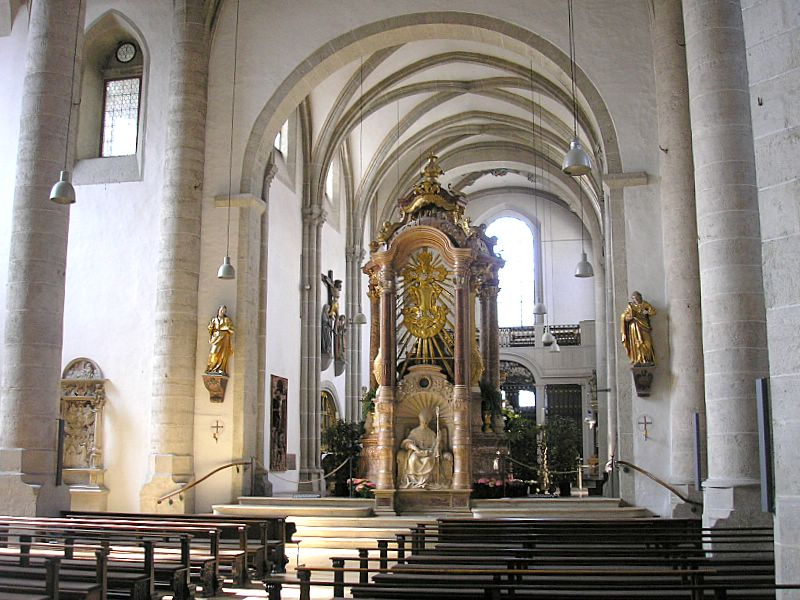
Cathédrale d'Eichstätt : vue du chœur, côté ouest

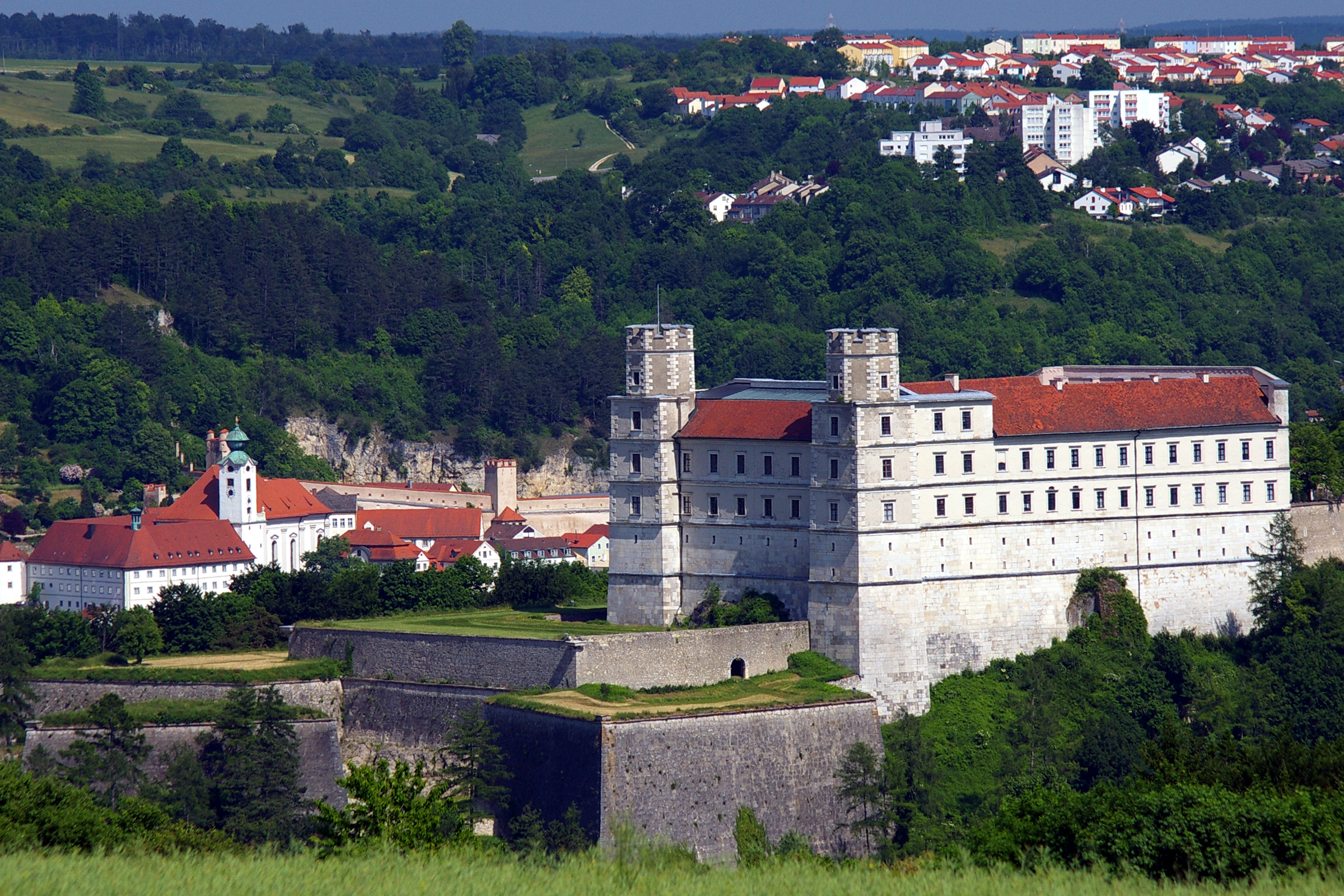
Le, ancienne forteresse médiévale dominant la ville.

Eichstätt (parfois écrit Eichstädt) est une ville située le long de la rivière Altmühl. C'est la capitale du district d'Eichstätt dans l'Etat fédéral de Bavière, en Allemagne.

## Géographie
La ville d'Eichstätt s'étend dans la vallée de l’Altmühl, au centre de la Bavière, entre Munich et Nuremberg. La cathédrale Notre-Dame-de-l'Assomption est le siège du diocèse d'Eichstätt et la ville abrite également l'université catholique d'Eichstätt-Ingolstadt (de).
La ville est située sur le bassin d'une mer de l'ère jurassique. Les carrières qui s'y trouvent aujourd'hui font l'objet de fouilles importantes en raison de leur richesse en fossiles.

## Histoire
| Appartenances historiques Duché de Bavière 907–1255 Duché de Haute-Bavière 1255–1305 Principauté épiscopale d'Eichstätt 1305–1806 Royaume de Bavière 1805–1817 Principauté d'Eichstätt 1817–1833 Royaume de Bavière 1833–1871 Empire allemand 1871–1918 République de Weimar 1918–1933 Reich allemand 1933–1945 Allemagne occupée 1945–1949 Allemagne de l'Ouest 1949–1990 Allemagne 1990–présent |

Son évêché fut fondé au VIIIe siècle par Willibald qui s'y était rendu par ordre de Boniface VI. La ville est détruite par les Suédois en 1634 pendant la guerre de Trente Ans, destruction après laquelle il ne resta plus que la cathédrale.

## Politique
Maires d'Eichstätt :
- 1825–1847 : Joseph Holl
- 1847–1849 : Carl Nar
- 1849–1885 : Georg Fehlner
- 1885–1896 : Karl Schneider
- 1896–1919 : Eduard Mager
- 1919–1934 : Otto Bets
- 1934–1938 : Walter Krauß NSDAP
- 1938–1941 : Edgar Emmert NSDAP
- 1941–1945 : Hans Rösch NSDAP
- 1945–1948 : Romuald Blei
- 1948–1949 : Richard Jaeger, CSU
- 1949–1952 : Romuald Blei
- 1952–1976 : Hans Hutter, CSU
- 1976–1994 : Ludwig Kärtner, CSU
- 1994–2012 : Arnulf Neumeyer, SPD
- 2012–2020 : Andreas Steppberger, FW
- 2020– : Josef Grienberger, CSU

Conseil municipal
L'actuel conseil municipal a été élu en 2008. Les sièges se répartissent comme suit:
- CSU: 46,16 % : 12 sièges
- Freie Wähler Eichstätt:18,63 % : 4 sièges
- SPD :18,62 % : 4 sièges
- Bündnis 90/Die Grünen:8,49 % : 2 sièges
- ödp : 7,10 % 2 sièges

## Jumelages
- Montbrison,  France
- Vestenanova,  Italie
- Chrastava,  Tchéquie

## Monuments
- Le Schottenkloster, ancienne abbaye bénédictine, capucine et passioniste.

## Université catholique d'Eichstätt
La tradition universitaire d’Eichstätt remonte au XVIe siècle. Un collège jésuite, le Willibaldinum a été créé le 16 novembre 1564 à la suite du Concile de Trente comme séminaire et internat pour former les clercs du diocèse, et de nos jours, ce Collegium Willibaldinum continue de servir de séminaire. Entre 1616 et 1773, il fut administré par la Compagnie de Jésus, et ses élèves s'illustrèrent bien au-delà des frontières de la Bavière ; avec l'expulsion des Jésuites, il connut une longue période de décadence, et ce n'est qu'en 1843 qu'Eichstätt retrouva un établissement d'enseignement digne de ce nom, avec la création du lycée épiscopal, qui deviendra en 1922 l’« Institut de Philosophie et de théologie ». En 1972 cet établissement fusionna avec l’Institut Pédagogique d’Eichstätt (créé, lui, en 1958) pour former, en 1980, l'Université catholique. Elle s'est agrandie d'une Faculté de sciences économiques à Ingolstadt en 1989, et l'actuel nom de cette institution, Katholische Universität Eichstätt-Ingolstadt, remonte à 2001.
L'université catholique d'Eichstätt-Ingolstadt est aujourd'hui la seule université catholique d’Allemagne. Avec 5 064 étudiants, dont 824 en filière professionnelle (source : statistiques 2012-13), elle est aussi la plus petite université de Bavière. Ses locaux se trouvent pour l'essentiel sur le territoire de la commune d’Eichstätt, le reste à Ingolstadt. Cette université est un établissement confessionnel dépendant d'une fondation religieuse.

## Cultes
- Eichstätt est le siège d'un diocèse de l'Église catholique romaine

## Culture
- Musée diocésain d'Eichstätt (de)